# Pas question le samedi
Pour plus de détails, voir Fiche technique et Distribution.
Pas question le samedi est un film franco-italo-israélien réalisé par Alex Joffé en 1965 et sorti l'année suivante.

## Synopsis
Chaïm Silberschatz (Robert Hirsch), chef d’orchestre de renommée mondiale, est venu finir ses jours en Israël. Son père, Yonkel (Misha Acheroff), lui apparaît et lui annonce qu’il ne lui reste que quelques jours à vivre, pendant lesquelles il devra réparer ses plus graves péchés : grand séducteur, il a eu de nombreux enfants dont il ne s’est pas occupé si, du moins, il a assuré le bien-être matériel des mères. Il doit faire en sorte que, dans un délai de trente jours, cinq de ses fils légitimes s’établissent en Israël et s’y marient. Ils pourront alors hériter sa fortune. Sinon, c’est la Ville de Jérusalem qui la recueillera, comme il l’avait prévu par testament. L’un des fils, riche Américain, se charge de réussir la gageure, avec l’aide invisible de Chaïm et Yonkel. Il manquera finalement quelques minutes. Les fils n’hériteront pas, mais ils auront le bonheur de réussir une nouvelle vie. Chaïm et Yonkel repartiront donc ensemble.

## Fiche technique
- Titre français : Pas question le samedi
- Auteur     Jean Ferry,Alex Joffé
- Réalisation : Alex Joffé
- Scénario : Joseph Carl, Alex Joffé, John Perry, Ya'akov Shteiner, Shabtai Tevet
- co dialoguiste Pierre Lévy Jean ferry
- co adaptateur Pierre Lévy Jean Ferry
- Décors : Joe Carl
- Costumes : Georges Annenkov
- Photographie : Jean Bourgoin
- Montage : Éric Pluet
- Musique : Sasha Argov
- Production : Yitzhak Agadati, Joseph Carl, Ya'akov Shteiner[1]
- Société(s) de production : Athos Films, Meroz Films, Steno Film
- Société(s) de distribution :  Magna
- Pays d'origine : France, Italie, Israël
- Année : 1965
- Langue originale : français, anglais, allemand et hébreu
- Format : noir et blanc – 35 mm – mono
- Genre : Comédie
- Durée : 116 minutes
- Dates de sortie : 
  - France : 20 janvier 1965
  - États-Unis : 16 février 1966 (New York City, New York)
- Affiche : Jouineau Bourduge (France)

## Distribution
- Robert Hirsch : Carlo, plus 12 autres rôles
- Dalia Friedland : Deborah
- Misha Asherov : Yankel Silbershatz